# Vysoká pri Morave
Vysoká pri Morave (Hongaars:Nagymagasfalu) is een Slowaakse gemeente in de regio Bratislava, en maakt deel uit van het district Malacky.
Vysoká pri Morave telt 1919 inwoners.